# Scrinium
Scrinium é um gênero de gastrópodes pertencente a família Mitromorphidae.

## Espécies
- †Scrinium blandiatum (Suter, 1917)
- Scrinium brazieri (E. A. Smith, 1892)
- †Scrinium callimorphum (Suter, 1917)
- †Scrinium finlayi Powell, 1942
- Scrinium furtivum Hedley, 1922
- Scrinium gatliffi (Verco, 1909) [2]
- Scrinium impendens (Verco, 1909)
- †Scrinium limbatum Maxwell, 1992
- Scrinium neozelanicum (Suter, 1908)
- †Scrinium ordinatum (Hutton, 1877)
- †Scrinium stirophorum Suter, 1917
- †Scrinium strongi Marwick, 1931
- †Scrinium thomsoni Powell, 1942

Espécies trazidas para a sinonímia
- Scrinium neozelanica [sic]: sinônimo de Scrinium neozelanicum (Suter, 1908)
- Scrinium sandersonae Bucknill, 1928: sinônimo de Neoguraleus sandersonae (Bucknill, 1928)